# Prester
 (janvier 2021).
Si vous disposez d'ouvrages ou d'articles de référence ou si vous connaissez des sites web de qualité traitant du thème abordé ici, merci de compléter l'article en donnant les références utiles à sa vérifiabilité et en les liant à la section « Notes et références ».
Prester M.H. Clergé, Troyes, puis Eichel Frères (Robert et Adolphe) Courbevoie (Seine) et Jonghi-Prester, La Courneuve (1926-1955); était un fabricant de motos français.

## Histoire
La marque était active en 1912.
Location de la marque Jonghi en 1935, et fabrication de deux modèles Prester-Jonghi. Achat de la licence d'exploitation Jonghi du moteur B.M.A. 100 cm3.

## Caractéristiques
Modèles de 98 à 499 cm3 à moteur Aubier Dunne, Vog, Train, Chaise